# Remco van der Ven
Remco van der Ven, né le 24 juin 1975 à Montfoort, est un coureur cycliste néerlandais, professionnel de 1998 à 2004.

## Palmarès et classements mondiaux

### Palmarès sur route
- 1997
  - Classement général de l'Olympia's Tour
  - Prologue du Tour de Hesse
  - 2e du championnat des Pays-Bas du contre-la-montre espoirs
  - 3e du Tour d'Overijssel
- 1998
  - Tour de Drenthe
  - 4eb étape du Tour de Moselle[1]
- 2001
  - 2e du championnat des Pays-Bas du contre-la-montre
  - 3e du Circuit franco-belge
  - 3e du Duo normand (avec Bart Voskamp)
- 2003
  - 3e du Prix national de clôture

### Résultats sur le Tour d'Espagne
2 participations
- 1999 : 99e
- 2000 : 100e

### Classements mondiaux
| Année           | 2005 |
| --------------- | ---- |
| UCI Europe Tour | 462e |